# (34225) Fridberg
2000 QT87 (asteroide 34225) é um asteroide da cintura principal. Possui uma excentricidade de 0.15985440 e uma inclinação de 4.95251º.
Este asteroide foi descoberto no dia 25 de agosto de 2000 por LINEAR em Socorro.